# Tomaž Murko
Tomaž Murko, slovenski nogometaš, * 7. februar 1979.
Murko je nekdanji profesionalni nogometaš, ki je igral na položaju vratarja. Celotno kariero je branil za slovenske klube Maribor, Drava Ptuj, Nafta Lendava in Aluminij ter ob koncu kariere za Gerečjo vas, Majšperk in Mladinec Lovrenc. Skupno je v prvi slovenski ligi odigral 279 tekem. Z Mariborom je sedemkrat osvojil naslov državnega prvaka in trikrat slovenski pokal. Bil je tudi član slovenske reprezentance do 16, 18, 20 in 21 let.